# Anolis terraealtae
Anolis terraealtae (ле-сентський аноліс) — вид ігуаноподібних ящірок родини анолісових (Dactyloidae). Ендемік Гваделупи.

## Поширення і екологія
Ле-сентські аноліси мешкають на островах Ле-Сент, розташованих на південь від Гваделупи. Вони живуть в сухих тропічних лісах і садах.